# Petar Preradović
Petar Preradović, né le 19 mars 1818 à Grabrovnica et mort le 18 août 1872 à Pottenstein, est un officier austro-hongrois et un poète croate. Il est l'un des principaux représentants de l'illyrisme.

## Biographie
Il fait son service militaire en tant qu'officier dans différents endroits d'Autriche et écrit ses premiers poèmes en allemand. Ivan Kukuljevic lui fait connaître à Milan la littérature du mouvement illyrien. À son arrivée à Zagreb, il édite dans le premier numéro de la Zora dalmatinska de Zadar (1844) son premier poème en langue croate, L'aube jaillit. Il écrit des chansons patriotiques (L'aube jaillit, Voyageurs, Bonjour à la patrie, le grand-père et son neveu), des chansons d'amour (Mon cœur ne bat point) sur les Slaves (Ode aux slaves) sur la langue (Langue de mon paternel), des chansons épiques (le serpent). Dans le drame Kraljevic (Prince) Marko il évoque les problèmes de la culture austro-hongroise et les problèmes économiques. Dans sa chanson épique Les Premiers humains, il donne sa vision sur les devoirs de l'humanité. Les chansons ont été éditées en deux recueils : Primeurs, Nouvelles chansons. Il a écrit le livret d'Opéra Vladimir et Kosara ; il a traduit Byron, Dante, Manzoni. Son expression et l'étendue de son œuvre en font l'un des principaux représentants de l'illyrisme.

## Traduction en français du poèmePrazna knjiga
Livre vacant 

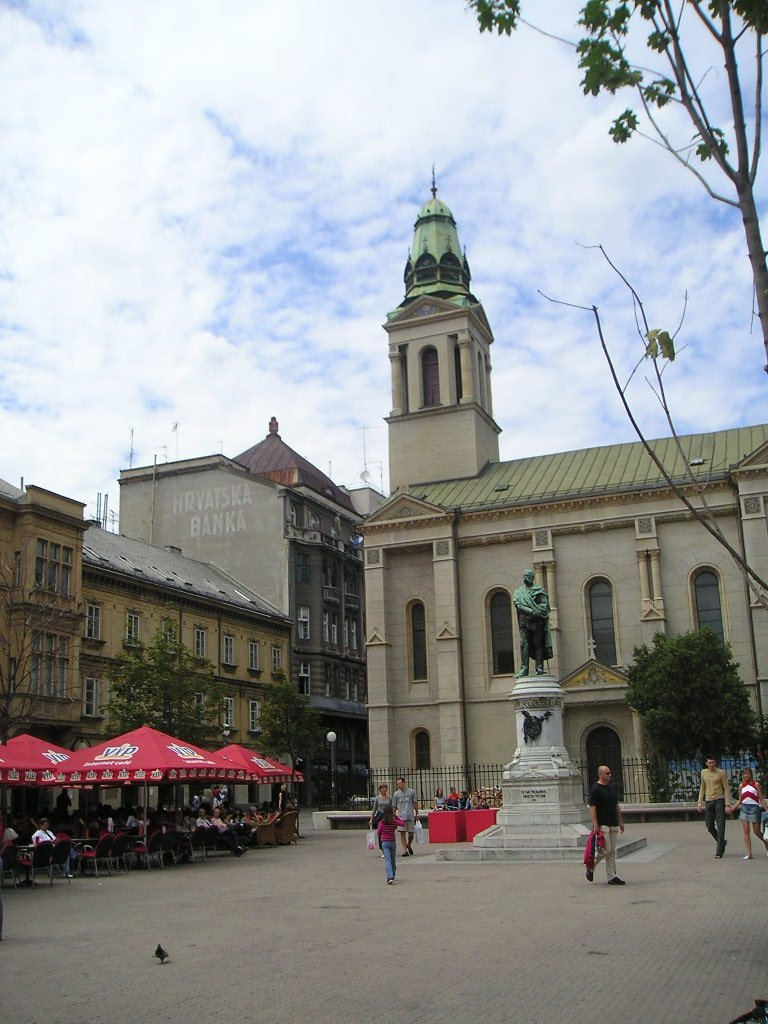
La place Petar Preradović au centre de Zagrabia.

Un livre vacant que tout poète hante

Dont le désir serait des épreuves à peupler

Des pensées fort intelligentes et une main diligente

Un jeu de dés et une force de volonté

La consacrant à un certain dessein de métier

L'écriture n'est que semences, et le livre qu'un pré.

Ces livres là, sont à l'honneur, au plat contenu

Et s'ouvrent à ceux-ci

Dont l'audience dans la société est fort bien vue

Qu'en son sein en mémoire des honneurs

Par l'éloge de l'écriture ils y soient inscrits

Et comme modèles à ces fameux cercles de frères.

Si le pré selon son désir porte des fruits

Et que tout le livre se remplissait,

À ces meilleurs là cela réussit:

C'est alors que le livre comme témoin nous fût

Que la Croatie sait de son minerai

sortir l'or - et qu'elle a des gens avec de l'esprit !